# R Скульптора
R Скульптора (R Sculptoris, R Scl) — красный гигант, находящийся в созвездии Скульптора на расстоянии 1500 световых лет от Земли. R Скульптора является звездой южного полушария. В северном полушарии звезда наблюдается до 58° северной широты, то есть практически во всех странах, за. исключением Гренландии, северных регионов Канады и России, а также Исландии и большей части Швеции и Норвегии. Лучшее время для наблюдения звезды на территории России: октябрь.

## Физические характеристики
Звезда относится к классу AGB-звёзд и имеет спектральный класс C (C6II). Типичные звёзды, лежащие на асимптотической ветви гигантов имеют массу от 0.8 до 8 солнечных, температуру порядка 2500 K и радиус до 500 солнечных. В конце жизненного пути они становятся гигантами с относительно низкой температурой и очень быстро теряют массу из-за мощного звёздного ветра. Внутри звезды находится ядро, состоящее из кислорода и углерода, а в расширившейся атмосфере происходит термоядерный синтез, расходующий остатки водорода и гелия. Самый внешний слой — оболочка, в которой синтез не идет, состоит из газа и пыли, излучающих в дальнем инфракрасном и миллиметровом диапазонах. Наблюдение на этих длинах волн позволяет исследовать оболочки и оценить силу звёздного ветра.
Оболочка, окружающая звезду имеет сложную спиралеобразную трёхмерную структуру.
Объяснение, с помощью которого раскрывается существование такой структуры — другая звезда, обращающаяся вокруг красного гиганта. Это объяснение берет своё начало от планетарных туманностей. Именно они являются результатом смерти такой звезды. Сбросив оболочку, она нагревает свои разлетающиеся остатки, которые могут иметь самые причудливые формы. То, что оказывается внутри расширяющейся оболочки планетарной туманности, оказывает на неё активное влияние. Это могут быть магнитные поля, аккреционные диски около звезд, а, также же, двойные системы. Вместо того, чтобы относительно равномерно разлетаться во все стороны, газ, из-за вращения второй звезды, образует сложные узоры. В случае R Скульптора этот процесс будет наблюдаться в полной мере, и раньше, чем для других звезд.
Оболочка состоит в основном из углерода и кислорода, а также их соединений, например, CO. Наряду с этим в оболочке обнаружено довольно большое количество сульфида магния (MgS) — 2-4 % от общей массы оболочки. Скорость сброса материи внешними слоями умирающей звезды выше средней. Оболочка, выдуваемая звёздным ветром расширяется со скоростью около 1,5 км/с, но те области которые были спрошены пульсациями внешних слоёв звезды, движутся со скоростью до 19 км/с. Масса оболочки оценивается в 3×10−3 M⊙, а скорость потери массы звездой от 5×10−7 до 10−4 солнечной массы в год. Размер оболочки до 2000 R☉. Размер пылинок в оболочке оценивается в диапазоне от 0,01 до 1 мм.
Время от времени в оболочке начинается взрывной процесс горения гелия. Он быстро увеличивает выделяемую энергии, а вслед за ней — яркость звезды и интенсивность звёздного ветра. После завершения горения яркость и звёздный ветер возвращаются к начальному значению. Периодичность таких пульсаций — 10-50 тысяч лет, продолжительность одного такого импульса — лишь несколько сотен лет. В случае R Скульптора последний выброс энергии произошел примерно 1800 лет назад и продолжался около 200 лет.
Сама звезда R Скульптора является полуправильной переменной звездой, яркость которой меняется от 9m,1 до 12m,9 видимой звездной величины с периодом 370 дней. Первоначально её относили к подтипу SRb, однако, исследование проведённое в 1989 году выявило, что R Скульптора имеет постоянный период изменения амплитуды, которая варьируется от одного цикла к другому. Всё это позволило отнести звезду к подтипу SRa. На расстоянии 10 угловых миллисекунд существует возможная звезда-компаньон с видимой величиной 11m,9, которая имеет сходное собственное движение с R Скульптора. Однако, причиной образования спиральной туманности является не она, а другая более близкая и пока невидимая звезда, вероятнее всего — белый карлик.
Для R Скульптора была разработана модель, включающая две звезды — раздувшегося красного гиганта и небольшой звезды-компаньона. Расстояние между ними было принято в 60 а.е., суммарная масса двойной системы — двойная солнечная, период обращения вокруг общего центра масс — 350 лет. Результаты моделирования сравнивались с наблюдательными данными, что позволило говорить об адекватности понимания процессов в системе R Скульптора.

## Галерея

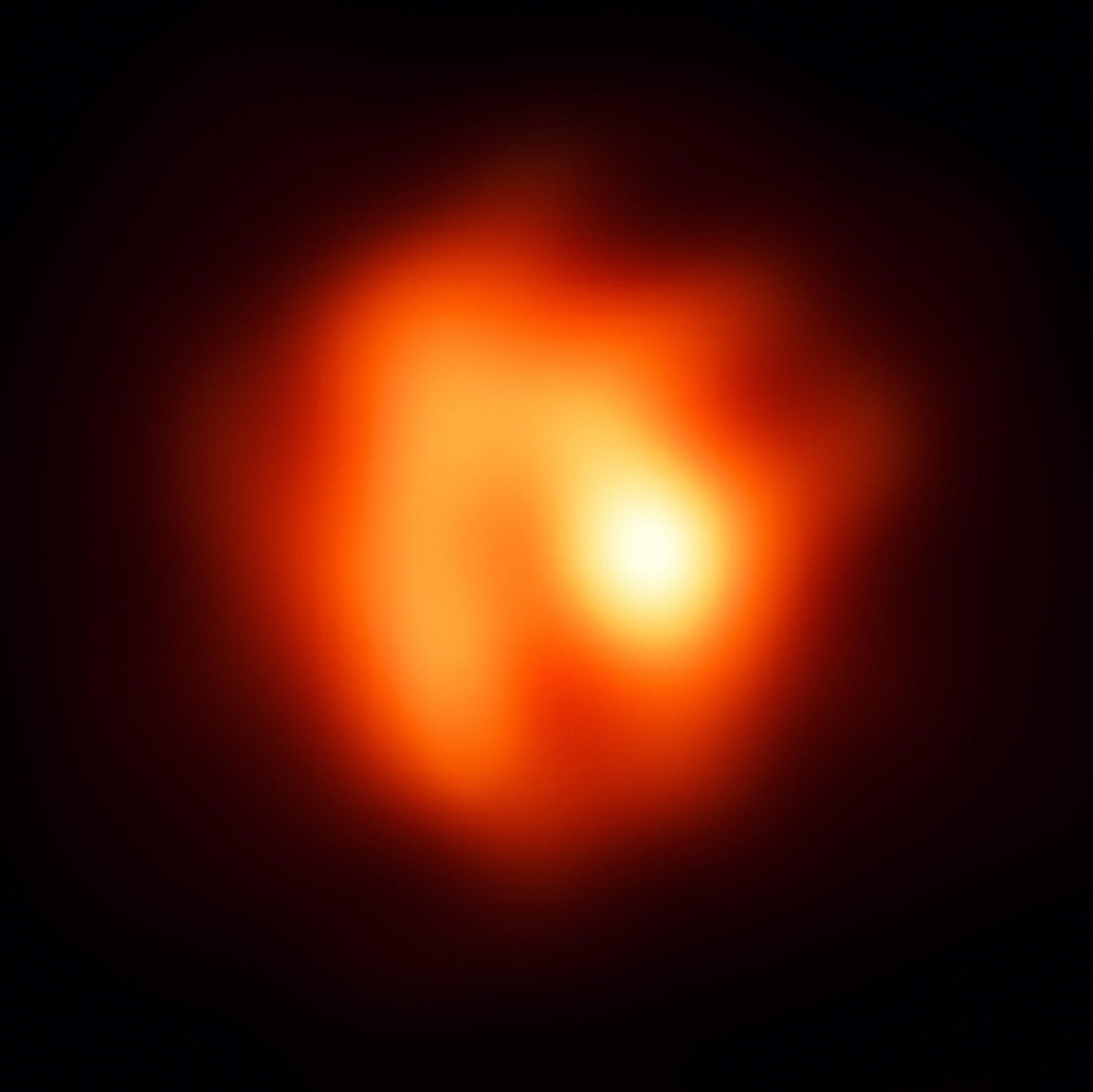
Фотография, полученная телескопом VLTI.
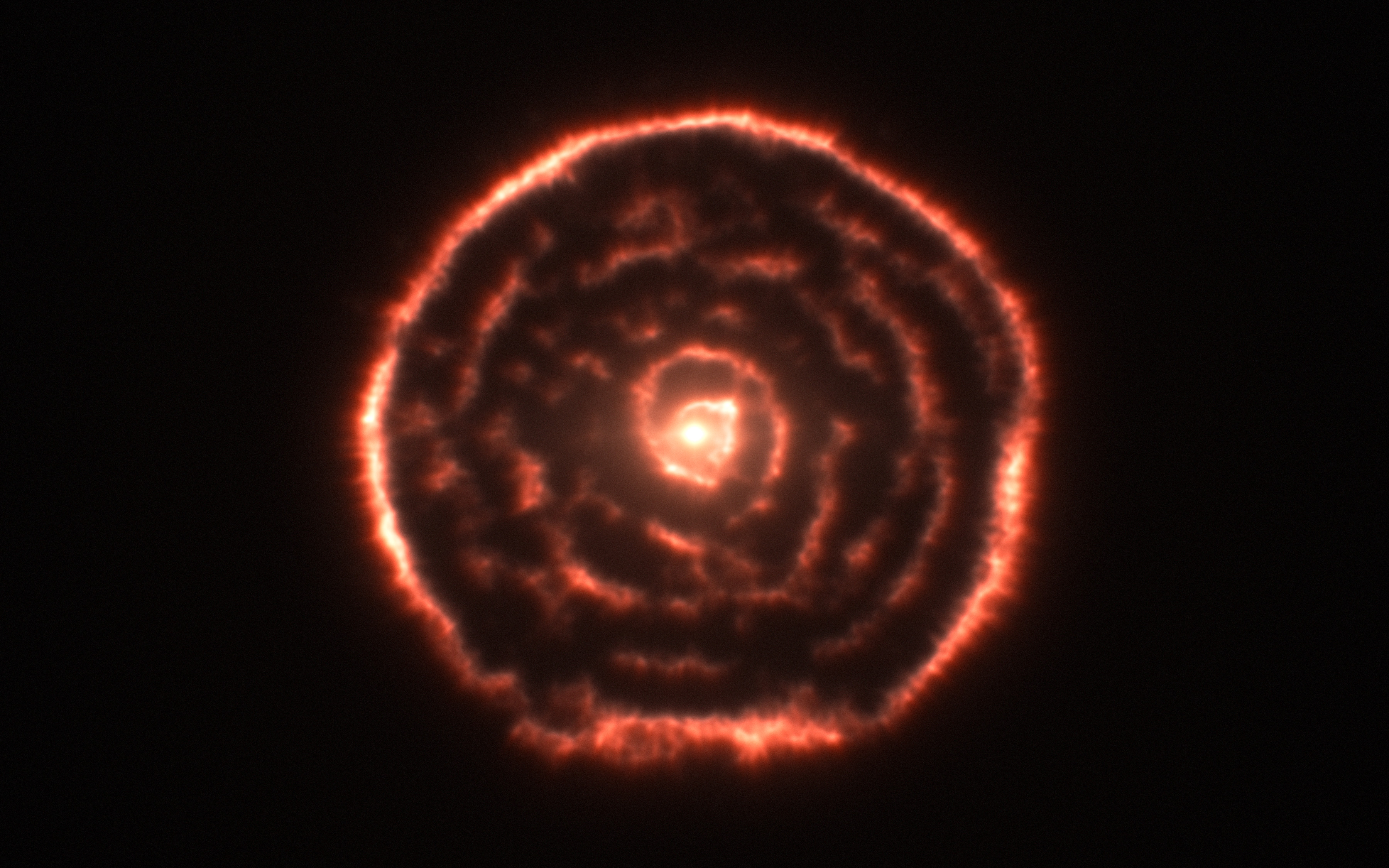
Цифровой разрез 3D-визуализации оболочки из газа и пыли, находящейся в непосредственной близости от звезды. Данные получены с помощью ALMA[10].
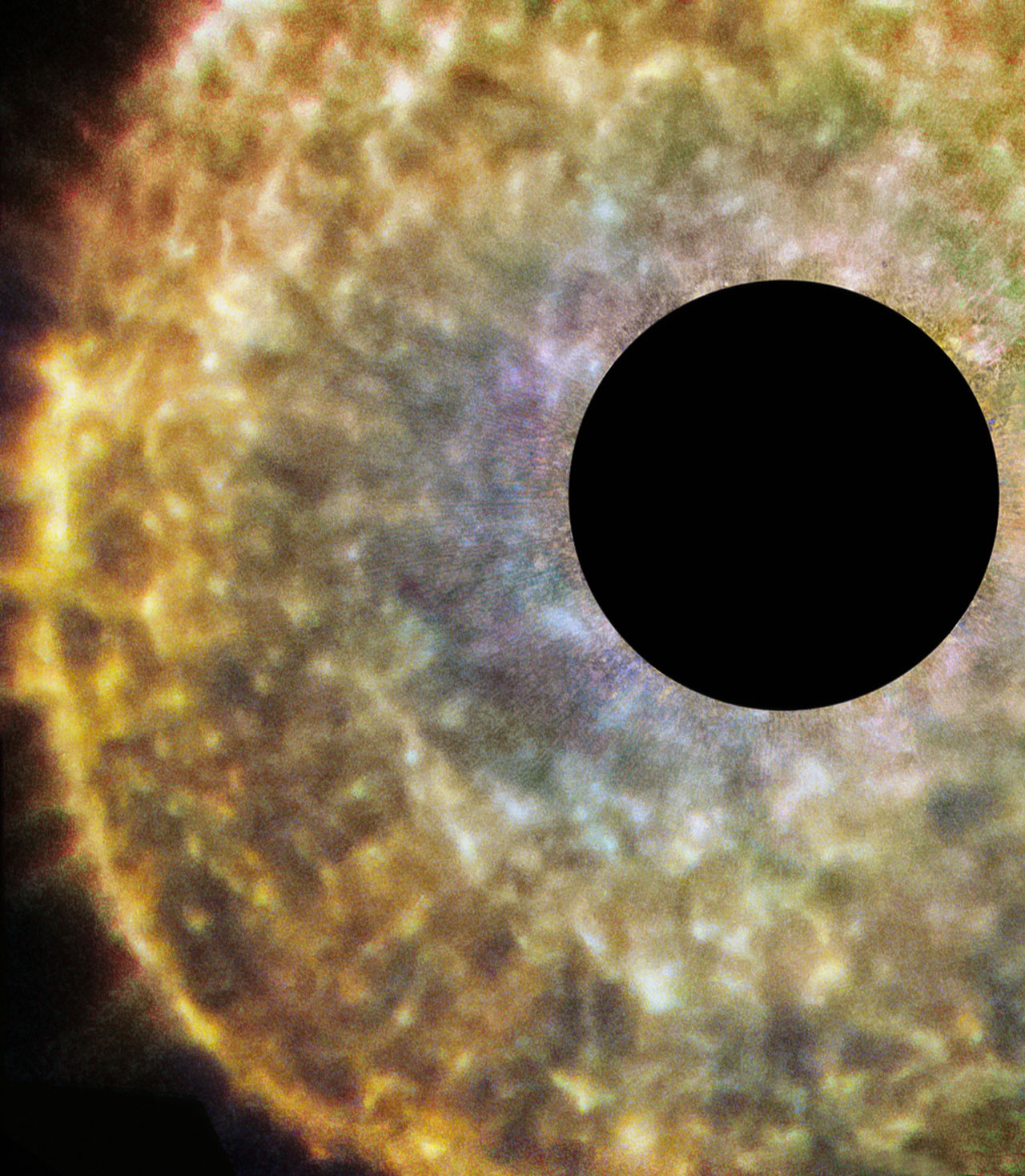
R Скульптора и скрытый компаньон. Фото HST.